# Zenne
El Zenne (en francès Senne) és un afluent del Dijle que neix a Naast, un nucli del municipi Soignies a la província d'Hainaut a Bèlgica. En confluir amb el Dijle i el Nete forma el Rupel, un afluent de l'Escalda.
La conca del Zenne cobreix uns 1164 km². Les localitats regades pel riu són Naast, Soignies, Horrues, Steenkerke (Steenkerque), Rebecq, Quenast, Tubize, Lembeek, Halle, Buizingen, Lot, Beersel, Ruisbroek, Drogenbos, Vorst, Anderlecht, Sint-Gillis-Obbrussel, Brussel·les, Sint-Jans-Molenbeek, Laken, Schaarbeek, Neder-Over-Heembeek, Evere, Haren, Vilvoorde, Eppegem, Weerde, Zemst, Hombeek, Leest, fins al Zennegat a Heffen. Des de Tubize passa paral·lelment al canal Brussel·les-Charleroi i des de Brussel·les al canal Brussel·les-Escalda. Després de Vilvoorde, el riu segueix el moviment de la marea que l'Escalda porta terra endins.

## Història
El riu va tenir un paper important als orígens de les ciutats de Brussel·les, Halle, Soignies, Vilvoorde. El seu nom es troba en molts topònims: Soignies (més clar al nom neerlandès Zinnik), Zuun, Sennette, Zemst i la selva Zoniënwoud (forêt de Soignes).
Des l'edat mitjana s'havia atorgat a la senyoria de Mechelen de cobrar un peatge a Heffen, que no va agradar gaire a la ciutat de Brussel·les que depenia del riu per al seu comerç. Després de l'obertura del Willebroekse vaart, a la segona meitat del segle xvi, la importància del Zenne va començar a minvar, fins que al segle xix va esdevenir una canalització oberta per a les aigües contaminades.
Va perdre molt del seu brillantor al segle xix quan la contaminació industrial, la poca higiene i unes epidèmies van condemnar-lo a una vida soterrània a molts trams del seu curs. Després d'unes obres que duraren des de 1867 fins al 1871, el riu corria sota el grans bulevards centrals de Brussel·les. De 1931 a 1955, van desviar-lo una segona vegada fora del centre. Des de l'any 1975, l'obra per a la construcció de la futura línia 3 va utilitzar l'antic llit del riu. Soignies el soterrarà en dues fase (1896 i 1933), Vilvoorde i Halle entre 1933 i 1955.

## Ecologia
El riu era un dels més contaminats de la conca de l'Escalda. Fins al març 2007, quan l'estació de depuració de Buda va obrir-se, totes les aigües residuals de l'aglomeració de més d'un milió d'habitants, s'evacuaven sense tractament al riu. El 2008 una segona estació s'inaugurarà al Brabant Való. A l'agost 2007 per a la primera vegada després d'un segle i mig, uns peixos van tornar.
Aquesta evolució positiva omple el cor de l'associació cívica SenneZenne que espera que un dia aviat el riu tornarà a l'aire, el que va inspirar el poeta-escriptor flamenco-brussel·lès Geert van Istendael a unes poesies. Es diuen bojos del Zenne (Zennezotten o Fous de la Senne) i organitzen activats educatives, turístiques o lúdiques.

## Afluents

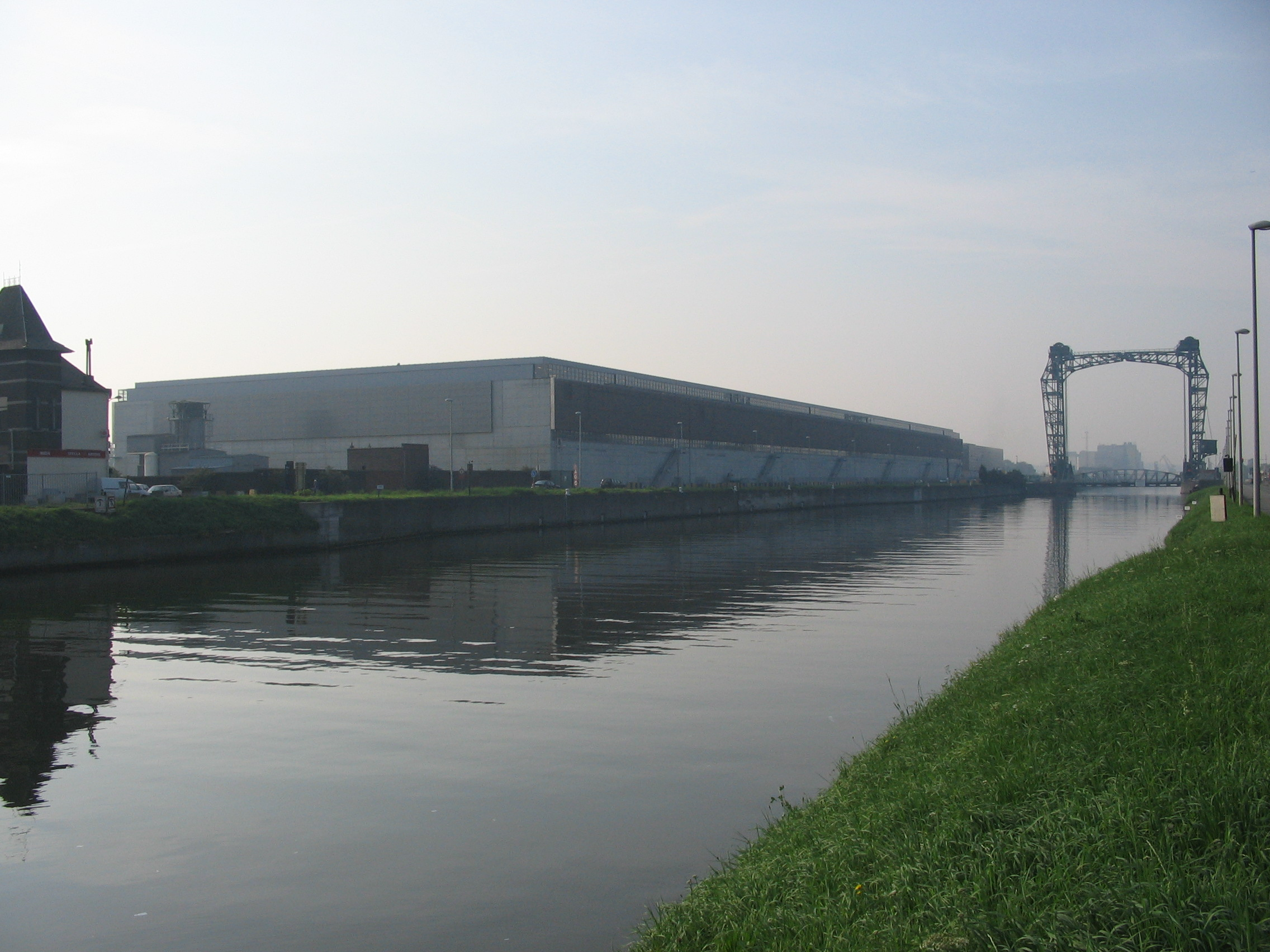
L'estació de depuració de Buda
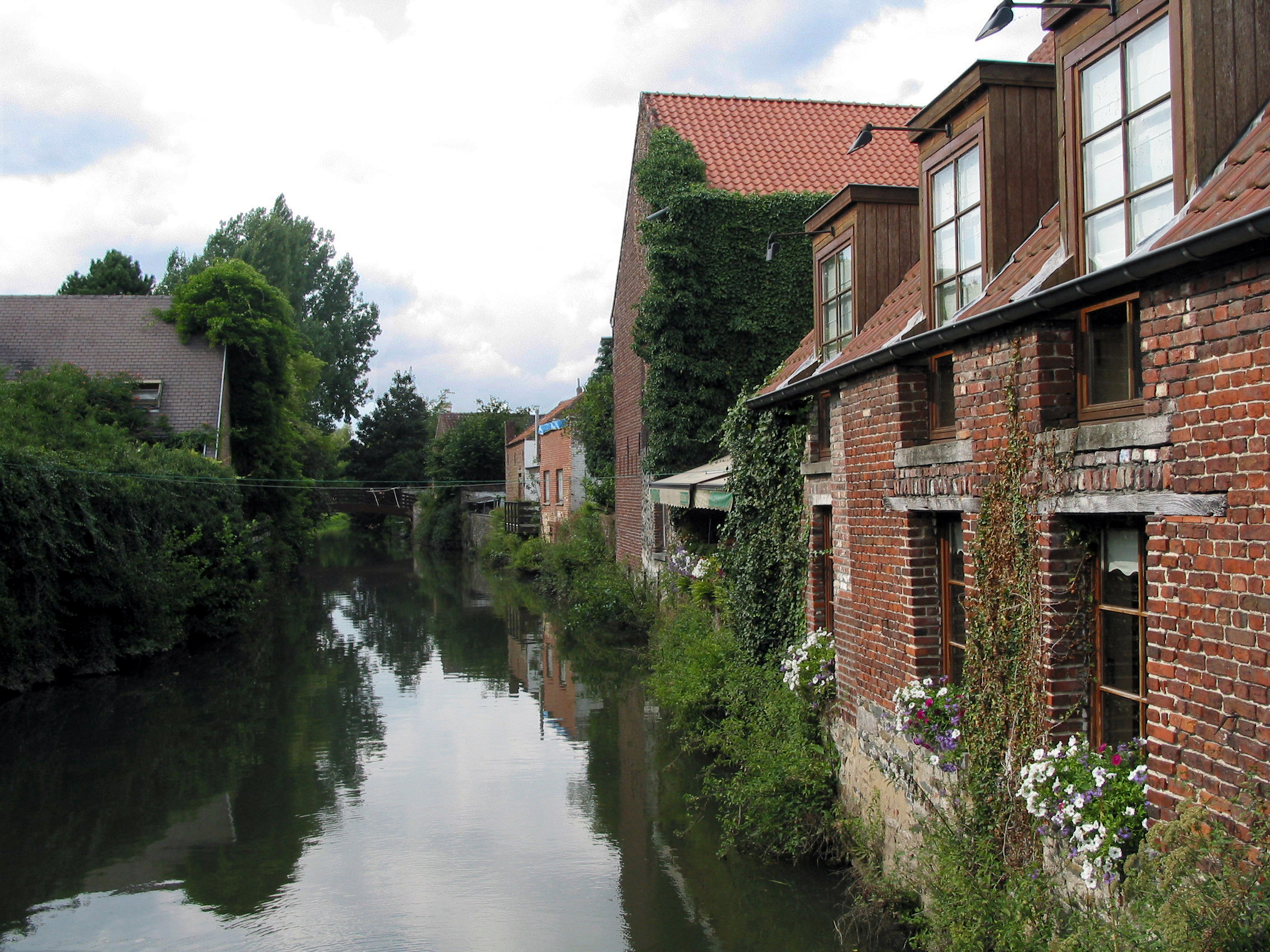
El Zenne a Rebecq
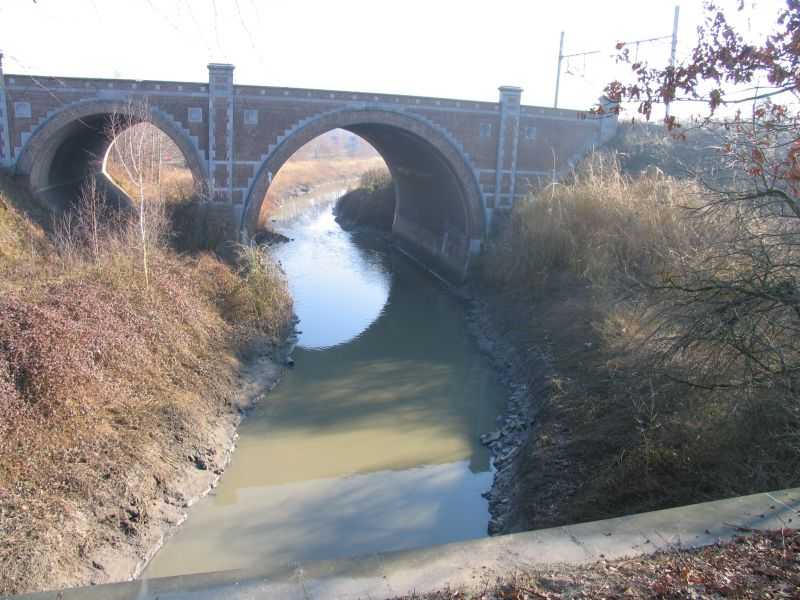
El Zenne a Zemst
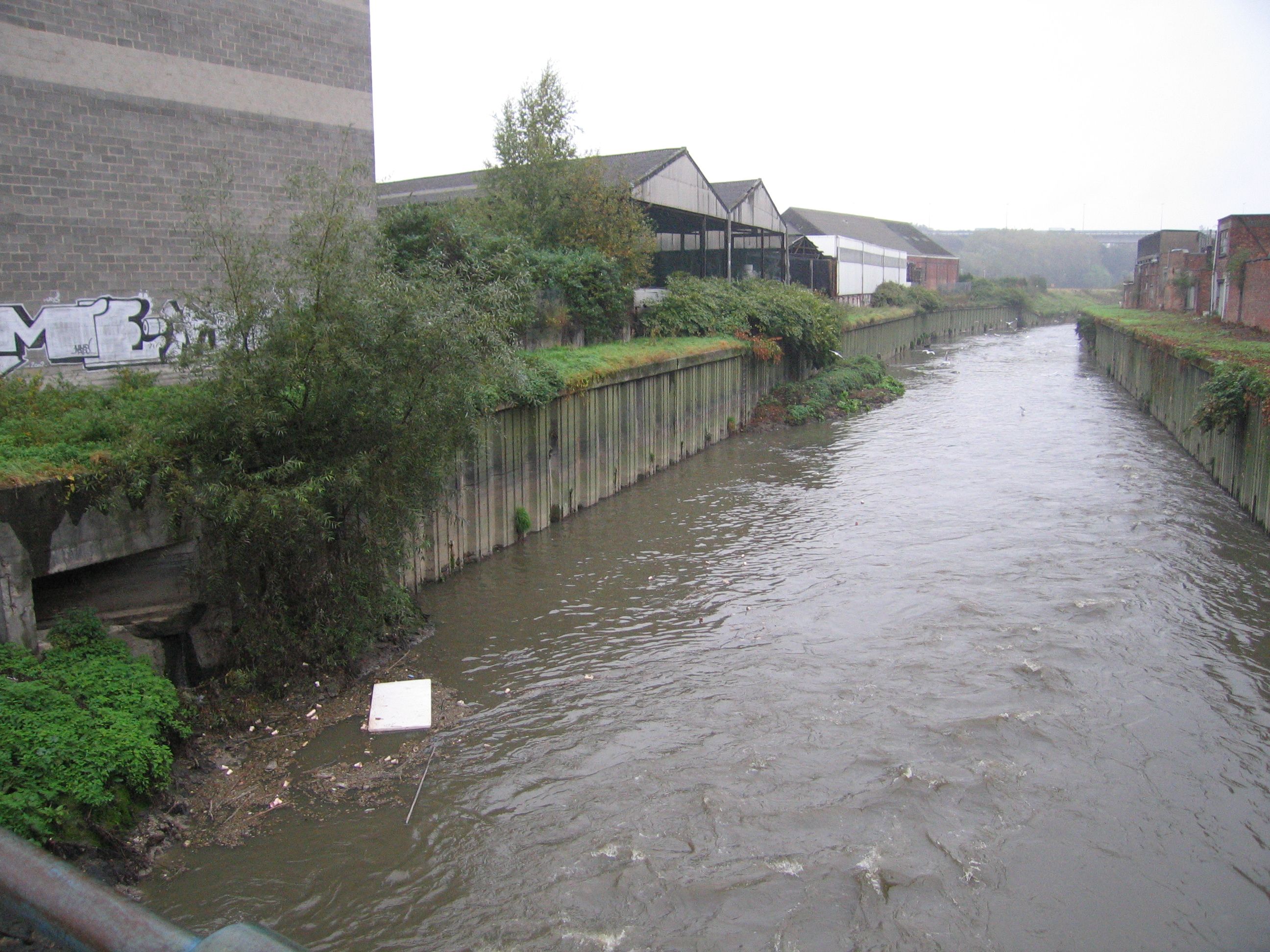
El Zenne a Haren-Buda

- Maalbeek (Grimbergen)
- Woluwe (Vilvoorde)
- Molenbeek (Laken)
- Neerpedebeek (Anderlecht)
- Zuunbeek (Sint-Pieters-Leeuw)
- Geleytsbeek (Drogenbos)
- Linkebeek (Drogenbos)
- Molenbeek (Lot)
- Sennette (Soignies)
  - Samme (Ronquières) (tallat pel canal Brussel·les-Charleroi)
    - Thisnes (Bornival (Nivelles)-Arquennes (Seneffe))

  - Rau de Balasse
- Brainette (Steenkerke)
- Gageolle (Soignies)